# Théâtre Dijon-Bourgogne
Le théâtre Dijon-Bourgogne (TDB) est le centre dramatique national de Dijon. Situé place Bossuet en l'église Saint-Jean de Dijon, dite « parvis Saint-Jean », il dispose également d'une autre salle plus petite, la salle Jacques Fornier, située rue d'Ahuy.

## Histoire

### Décentralisation théâtrale et création duThéâtre de Bourgogne
Dans le mouvement de  la décentralisation théâtrale, initiée après la Libération pour porter le théâtre en dehors des murs de la capitale et  développer la production et la diffusion théâtrale dans les régions, le Théâtre de Bourgogne est créé en 1955 par Jacques Fornier. La troupe prend son essor à Pernand-Vergelesses à la maison de Jacques Copeau avant de sillonner les villes et villages de Bourgogne, présentant son premier spectacle: Conférence Molière.
La compagnie du Théâtre de Bourgogne s'installe ensuite à Beaune en 1957, à Chalon-sur-Saône puis provisoirement à Vougeot entre 1972 et 1978, au château de Gilly-lès-Citeaux, après réception du statut de centre dramatique national (CDN) en 1972.

### Au Parvis-Saint-Jean
Au cours de l'Estivade Dijon 1974, le CDN  présente Le Roi Lear, son premier spectacle au Parvis-Saint-Jean. L'ancienne église, désaffectée deux ans auparavant, a été transformée en salle de théâtre après avoir servi de réserve pour le musée des Beaux-Arts. Cette métamorphose est rendue possible grâce à une structure démontable, réalisée en accord avec le Service des Monuments historiques. Le CDN s'y installe définitivement en 1980: Alain Mergnat en prend alors la direction jusqu'en 1996. Il soutient pendant sa direction la création en 1990 par François Le Pillouër de Théâtre en mai, que le théâtre reprend  à l'arrivée de Dominique Pitoiset en 1996. Ce dernier renomme le CDN Théâtre National Dijon-Bourgogne, qui devient finalement Théâtre Dijon Bourgogne en 2000.

## Direction
- 1955-1971 : Jacques Fornier
- 1972-1979 : Michel Humbert
- 1980-1996 : Alain Mergnat
- 1996-2000 : Dominique Pitoiset
- 2000-2006 : Robert Cantarella
- 2007-2012 : François Chattot
- 2013-2021 : Benoît Lambert
- depuis 2021 : Maëlle Poésy